# ایسوزو سی
ایسوزو سی (Isuzu C) خودرویی است که در سال‌های ۱۹۸۰ تا ۱۹۸۴تولید شده‌است.
این خودرو در کلاس اتوبوس قرار گرفته و است. سیستم جعبه‌دندهٔ آن ۵ دنده به صورت دستی است.

## نگارخانه

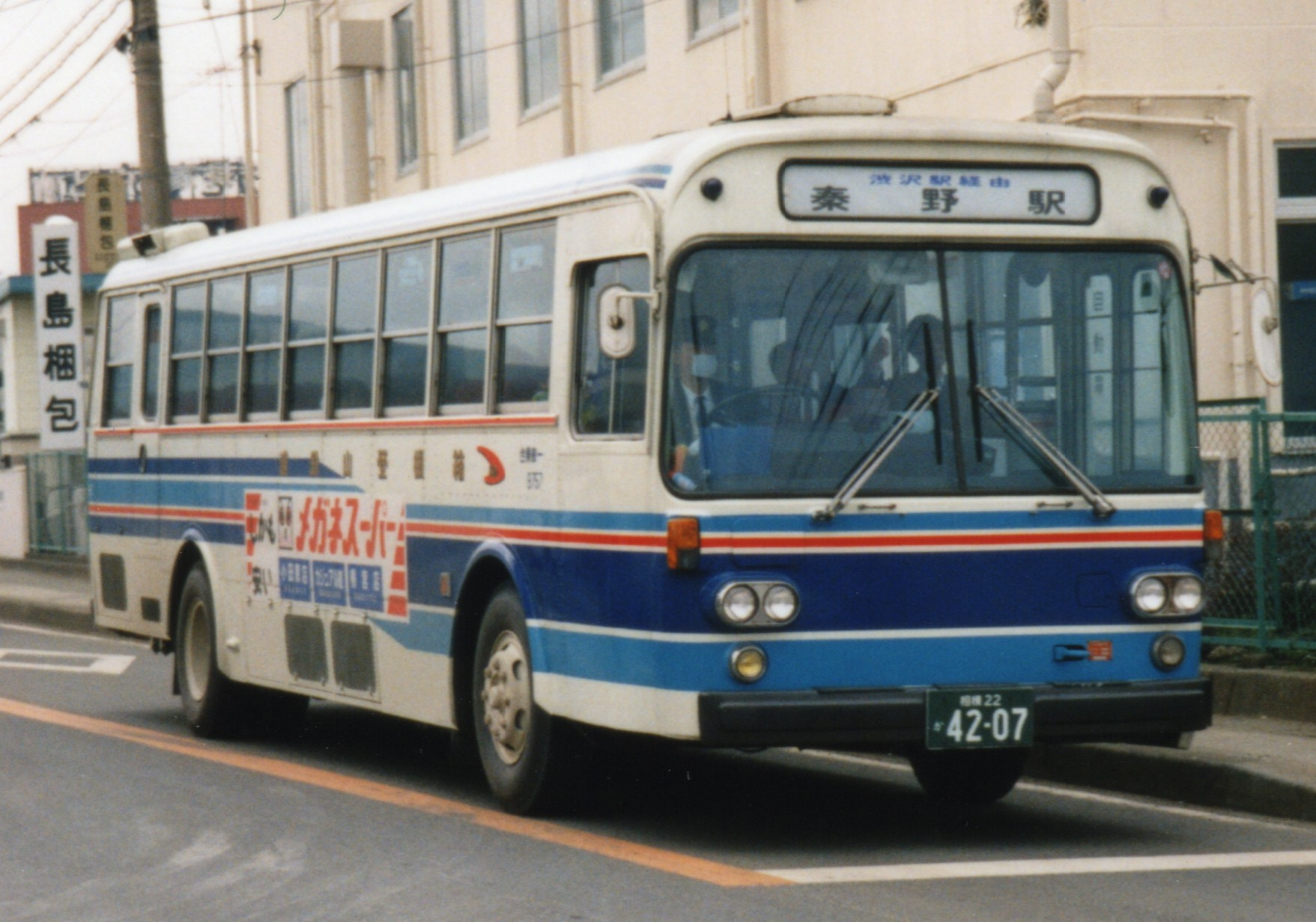
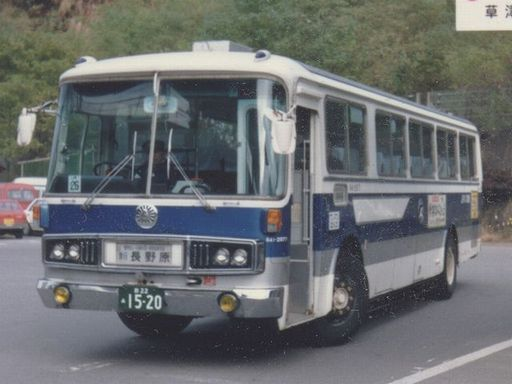
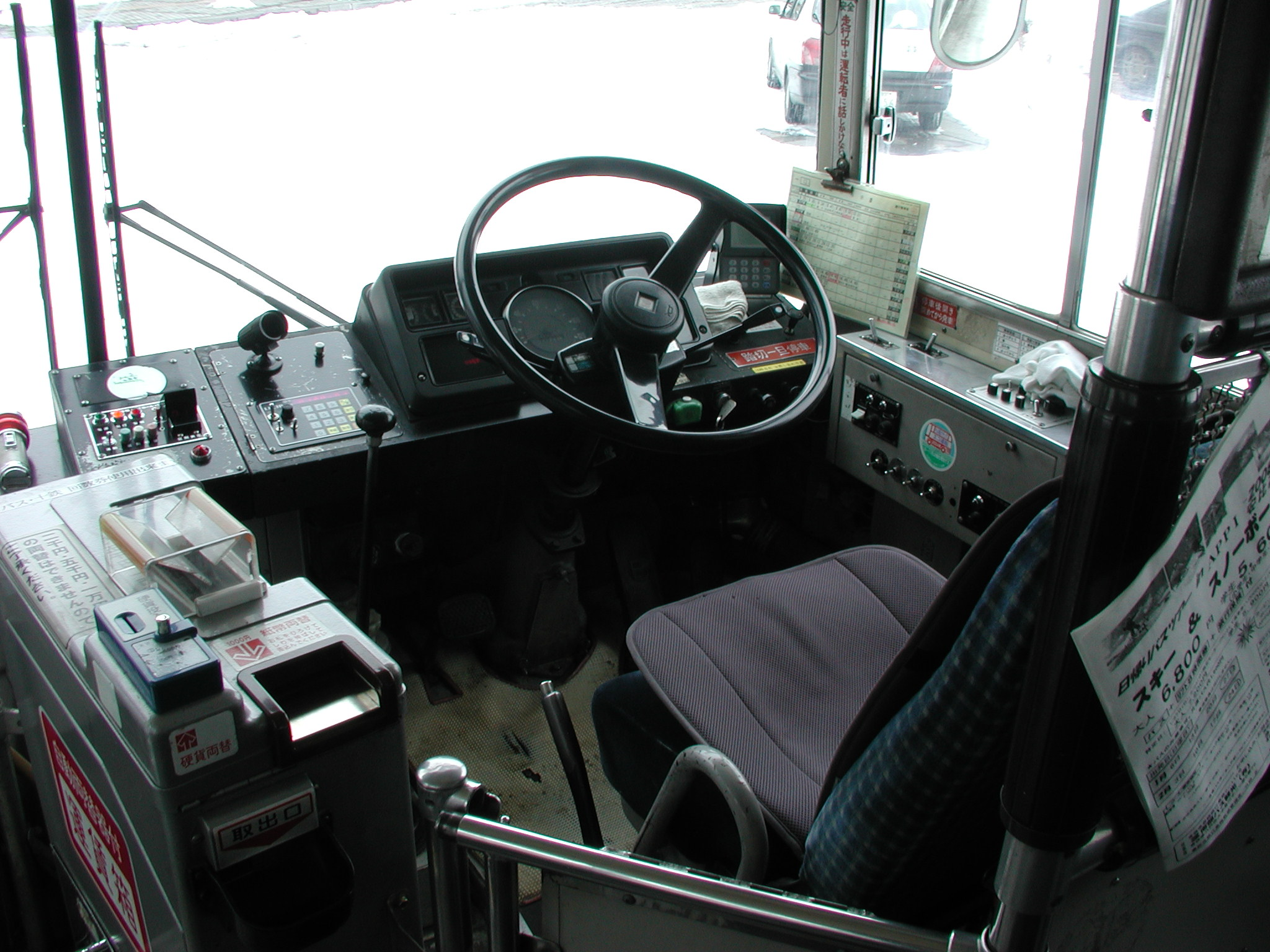
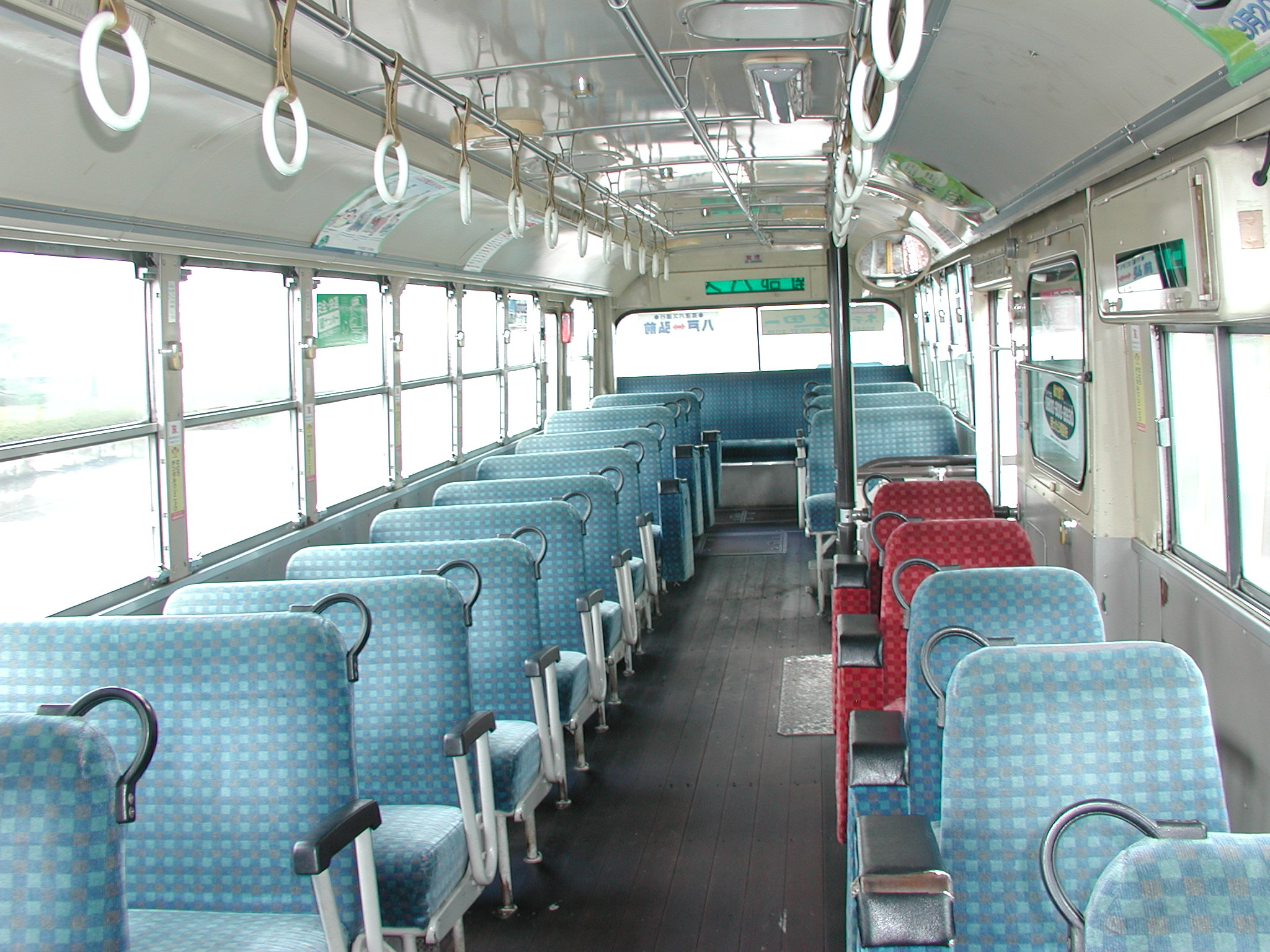